# تزحلف

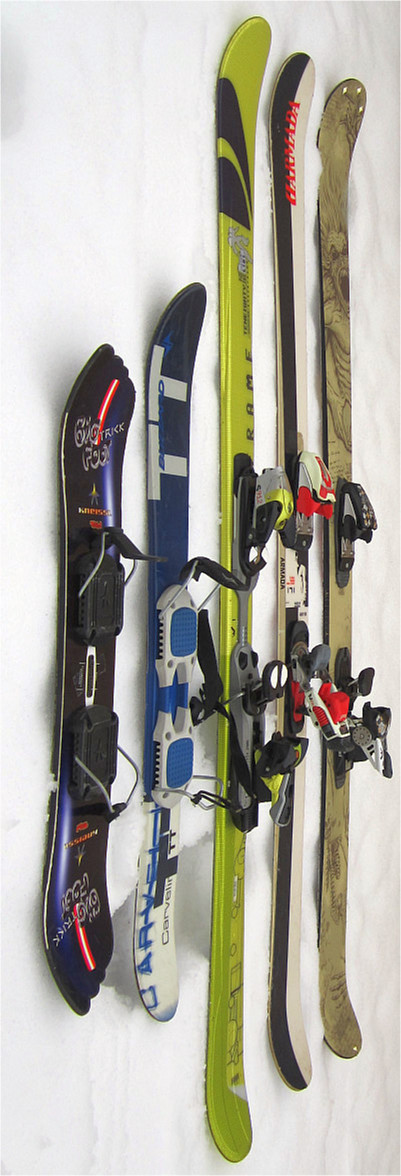
عدّة أنواع من الزحلوفة

التَزَحْلُف أو التزلج على الثلج (بالنرويجية: Ski‏) رياضة التزحلق على الثلج باستعمال الزحلوفات التي تلبس كأحذية، وهي رياضة مشهورة في البلاد الباردة مثل كندا والدول الإسكندنافية وجبال الألب. يسمى النرويجي سوندر نورهيم [الإنجليزية] بأب التزحلف في العصر الحديث أو مخترعها كرياضة.

## تاريخها
حركة الإنسان على الثلج بدأت كحاجة للمواصلات من خلال الزلاجات - هذا الاستعمال يظهر في رسومات داخل الكهوف قبل 8 آلاف قبل الميلاد ولقد تم العثور على أدلة أقدم وأكثر موثقة بدقة من أصول التزلج في العصر الحديث بالنرويج والسويد. أقرب المنحوتات البدائية حوالي عام 5000 قبل الميلاد. تصور المتزحلق بزحلوفة واحدة، وتقع في Rødøy في المنطقة نوردلاند النرويج. تم العثور على أول التزلج البدائي في مستنقع الخث في السويد  و على مر التاريخ - وحتى القرن 18 - التزحلق على الثلج في فصل الشتاء كان بغرض الصيد واستخدم في وقت لاحق في الحملات الحربية.
التزحلق كفرع رياضي، بدأ في التبلور في القرن 19 حيث أن والد هذا الفرع من الرياضة هو النرويجي نورهايم سوندر (بالنرويجية: Norheim Sundr‏). اليوم التزحلق بكل فروعه أصبح رياضة أوليمبية، كذلك التزحلق يحتل جزءا لا بأس به من الثقافة الترفيهية في المجتمع الغربي. من الجدير بالذكر أن هذه الرياضة تمارس بكثرة أيضا في لبنان في موسم الشتاء وتجذب الكثير من محبي التزحلق في البلاد العربية.

## أدوات التزحلف
مع التقدم المحرز في القرن 20 في التخصصات العلمية المختلفة من الديناميكا الهوائية وهندسة المواد، تطور التزحلق كرياضة بشكل عام وبشكل خاص كرياضة أولمبية، مما أدى إلى ان يطرأ تغييرات على الادوات المستخدمة للتزحلف. تم على سبيل المثال، تطوير بزات التزحلق، التي من صفاتها أنها تتميز بمقاوم مائع منخفض هذه الملابس خفيفة وضيقة وتملك قدرة عزل حرارة عالية اما الزحلوفات فقد أصبحت أكثر مرونة وخفة وصلبة في نفس الوقت.
بالإضافة إلى الزحلوفات، هناك زوج من القضبان التي يمسك المتزحلق بهما عادة بهدف تحسين توازنه وتسارعه في أثناء التزحلق، كما ينتعل المتزحلق أحذية خاصة أو الكالوشات - تلبس قبل وضعها داخل الزحلوفات وتثبيتها بهم، للسلامة أيضا يلبس المتزحلق عادة نظارات شمسية تقيه أشعة الشمس.

## معرض صور

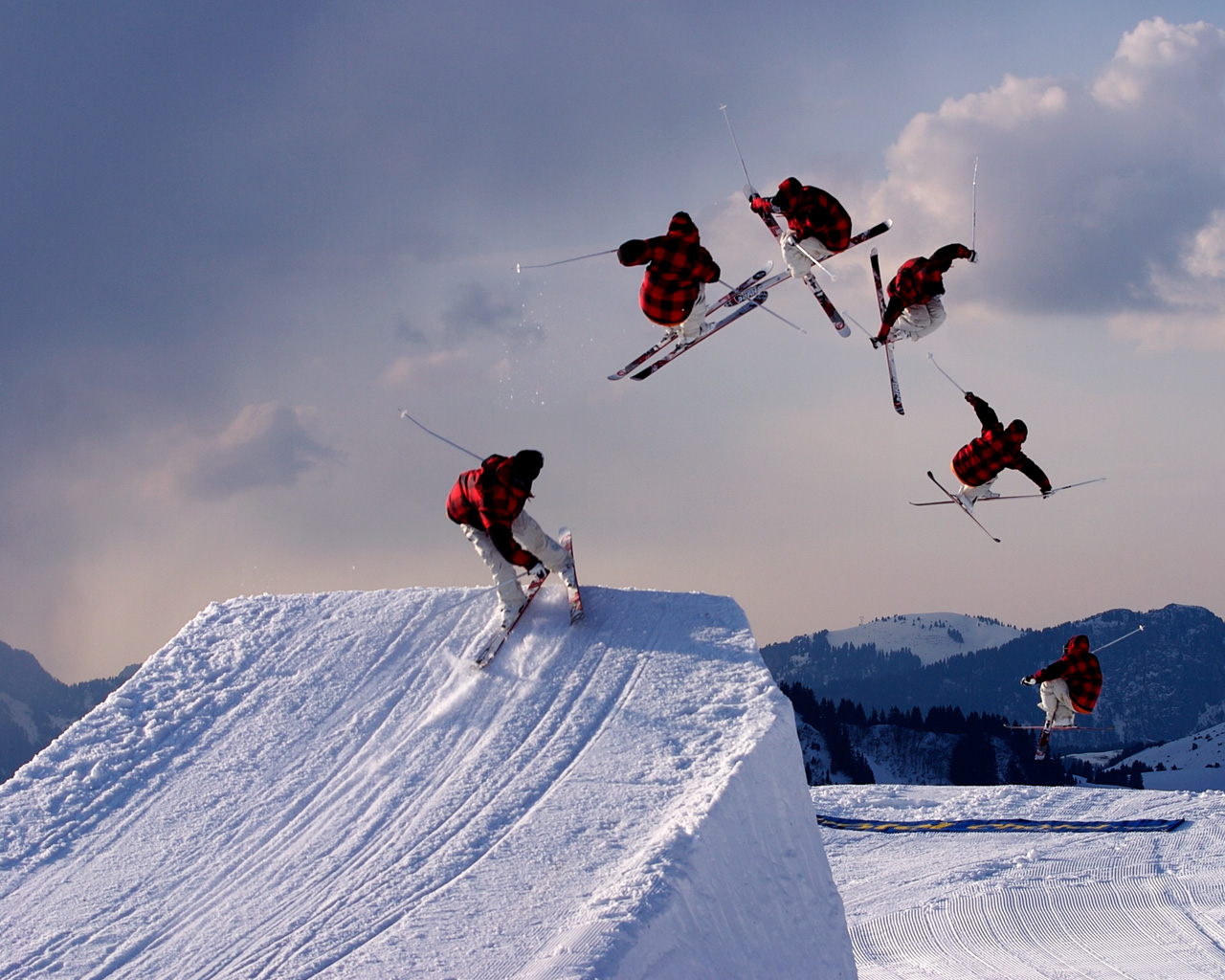
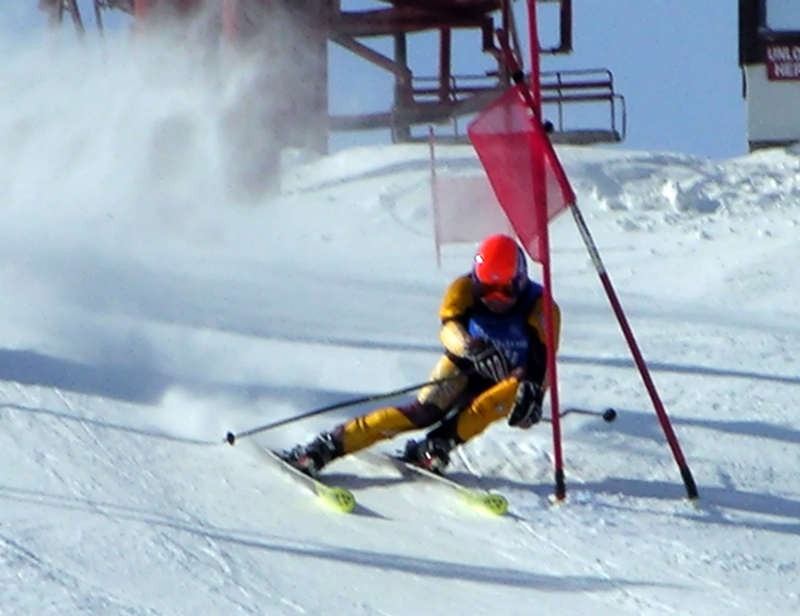
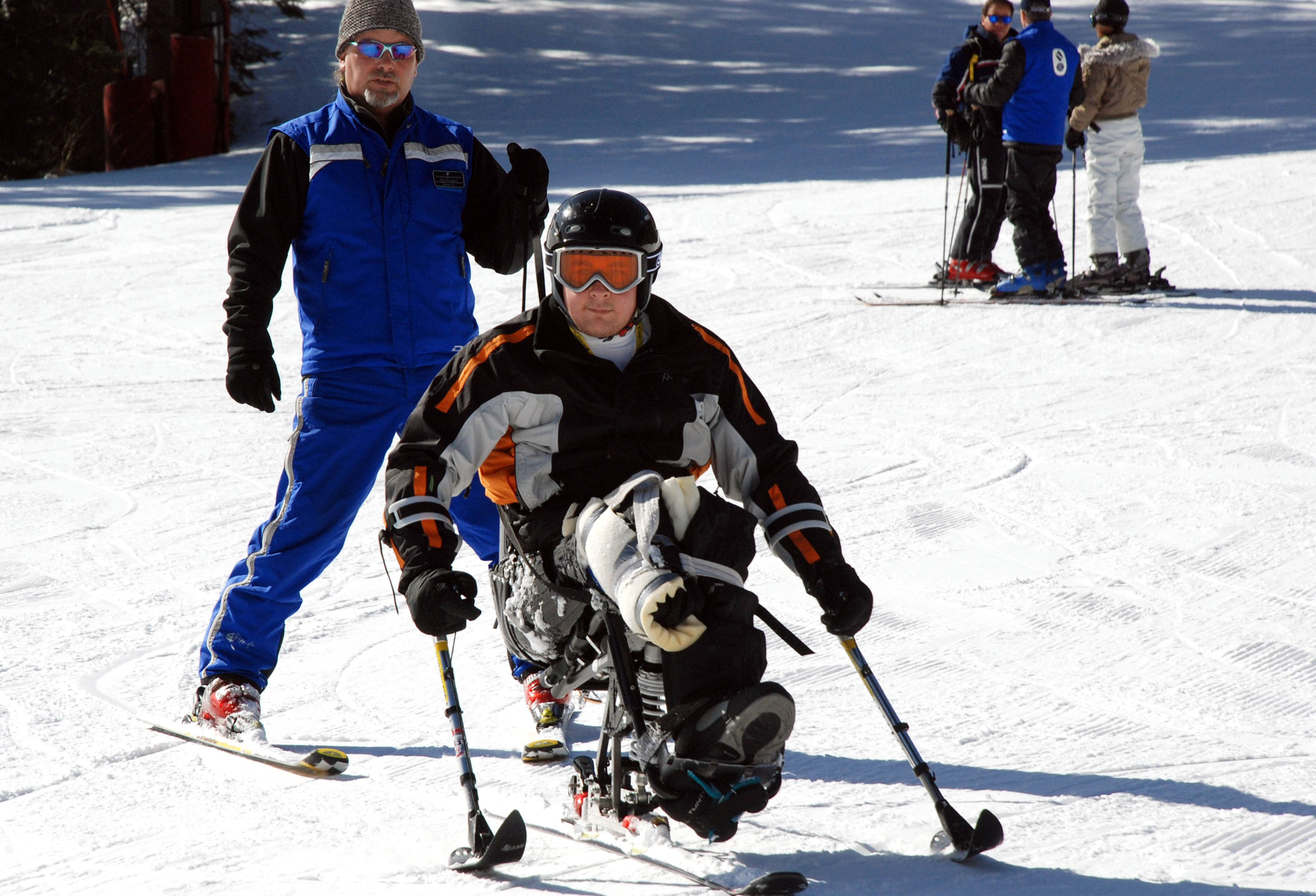
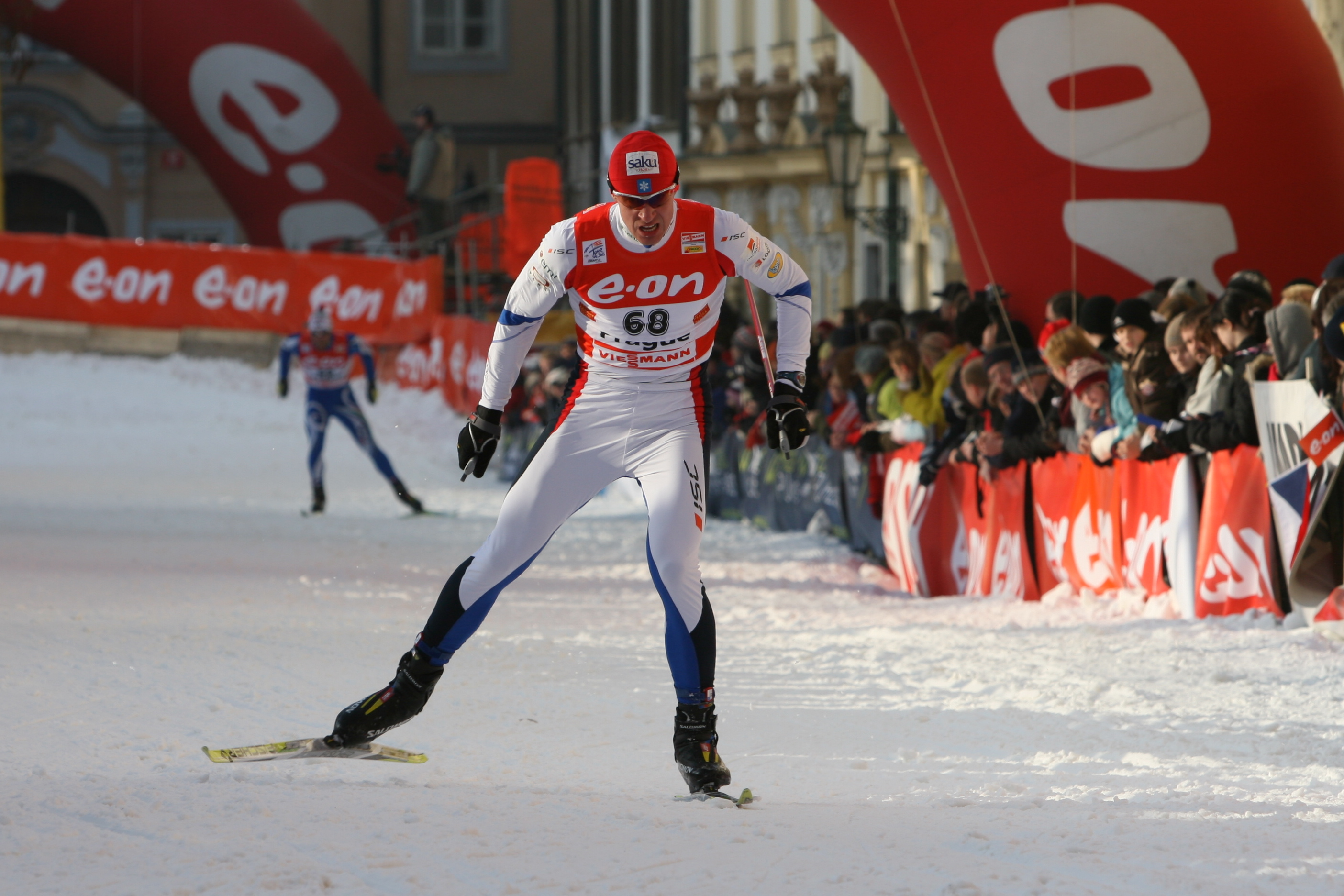
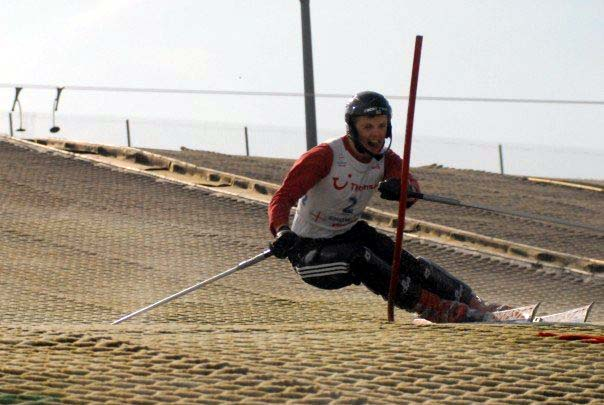